# Broad Valley
Das Broad Valley (englisch für Weites Tal) ist ein mit Gletschereis angefülltes Tal im Norden des Grahamlands auf der Antarktischen Halbinsel. Es liegt an der Südseite des Laclavère-Plateaus auf der Trinity-Halbinsel. 
Der britische Geodät V. I. Russel vom Falkland Islands Dependencies Survey benannte das Tal nach der Vermessung im Jahr 1946 in Anlehnung an das landschaftliche Erscheinungsbild.